# 945 Barcelona
För andra betydelser, se Barcelona (olika betydelser).

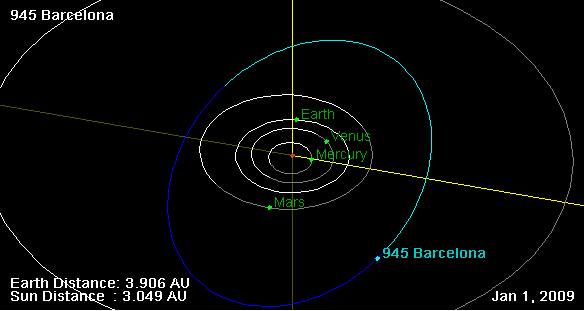
945 Barcelona

945 Barcelona eller 1921 JB är en asteroid i huvudbältet, som upptäcktes 3 februari 1921 av den spanske astronomen Josep Comas i Solà vid Observatori Fabra i Barcelona. Den har fått sitt namn efter den katalanska staden Barcelona.
Asteroiden har en diameter på ungefär 25 kilometer. Den tillhör och har givit namn åt asteroidgruppen Barcelona.